# Avram Hershko
Avram Hershko (en húngaro: Herskó Ferenc; Karcag, 31 de diciembre de 1937) es un biólogo Israelí nacido en Hungría. En 2004 fue galardonado con el Premio Nobel de Química por el descubrimiento de la degradación proteínica causada por la ubicuitina.

## Biografía
Nacido en Hungría, en 1950 emigró con su familia a Israel. Se graduó en medicina en 1965 y se doctoró en biología en 1969 en la Facultad de Medicina Hassadah de la Universidad Hebrea de Jerusalén. Entre 1965 y 67 Hershko trabajó como físico en la Fuerzas de Defensa Israelíes.
Actualmente es profesor distinguido en el Rappaport Family Institute for Research in Medical Sciences en el Technion (el Instituto Israelí de Tecnología), en Haifa, y profesor adjunto de patología en la Universidad de Nueva York.

## Investigaciones científicas
Interesado en la degradación proteínica, junto a Aarón Ciechanover en su Laboratorio de investigación del Technion y en colaboración con el estadounidense Irwin Rose, observó como esta degradación era regulada por la ubicuitina, una pequeña proteína que aparece de forma natural en las células eucariotas. Por este descubrimiento fue galardonado con el Premio Nobel de Química en 2004, junto con Avram Hershko e Irwin Rose.

## Algunas publicaciones
- Hershko, A., Ciechanover, A., Heller, H., Haas, A.L., Rose I.A. 1980. "Proposed role of ATP in protein breakdown: Conjugation of proteins with multiple chains of the polypeptide of ATP-dependent proteolysis". Proc. Natl. Acad. Sci. USA 77, 1783–1786.

- Hershko, A., Heller, H., Elias, S.; Ciechanover, A. 1983. Components of ubiquitin-protein ligase system: resolution, affinity purification and role in protein breakdown. J. Biol. Chem. 258, 8206–8214.

- Hershko, A., Leshinsky, E., Ganoth, D. Heller, H. 1984. ATP-dependent degradation of ubiquitin-protein conjugates. Proc. Natl. Acad. Sci. USA 81, 1619–1623.

- Hershko, A., Heller, H., Eytan, E.; Reiss, Y. 1986. The protein substrate binding site of the ubiquitin-protein ligase system. J. Biol. Chem. 261, 11992-11999.

- Ganoth, D., Leshinsky, E., Eytan, E., Hershko, A. 1988. A multicomponent system that degrades proteins conjugated to ubiquitin. Resolution of components and evidence for ATP-dependent complex formation. J. Biol. Chem. 263, 12412-1241.

- Sudakin, V., Ganoth, D., Dahan, A., Heller, H., Hershko, J., Luca, F.C., Ruderman, J.V.; Hershko, A. 1995. The cyclosome, a large complex containing cyclin-selective ubiquitin ligase activity, targets cyclins for destruction at the end of mitosis. Mol. Biol. Cell 6, 185–198.